# 巴文德王朝
巴文德王朝（波斯語：باوندیان，转写为Bavand或Bavend，或直接簡稱為Bavandids）是伊朗的一個王朝，從公元651年到1349年統治現今伊朗北部的塔巴里斯坦（在現今馬贊達蘭省）的部分地區，他們一直是在徹底獨立，或屈從於更強大的地區統治者作附庸，兩者之間交互輪替。

## 起源
這個王朝王族的血統可追溯到巴甫（Bav），據稱他是薩珊帝國王子卡烏斯的孫子，卡烏斯是帝國皇帝霍斯勞一世的兄弟， 兩位兄弟是皇帝喀瓦德一世的兒子（公元488年–531年在位），據說巴甫在伊斯蘭對波斯的征服時期逃到了塔巴里斯坦。他召集周圍的當地人，擊退阿拉伯初期的攻擊，並統治了十五年，直到他被瓦拉什謀殺，之後瓦拉什統治該地區委八年，巴甫的兒子設科哈勃一世在塔巴里斯坦東部山脈的邳陵（Perim）立足，這區域後來成為他們家族的領土。 然而，德國歷史學者馬考特提出了對傳說中的巴甫另一種身份來源的看法，說他是6世紀末期，來自雷伊的瑣羅亞斯德教教士（美贊）。 當代學者Parvaneh Pourshariati在重新審視薩珊帝國的晚期歷史時，斷言這個巴甫是伊朗七大家族中的阿杜巴達甘的齊克家族幾位成員的混合體：霸威，霸威的孫子維斯塔姆，和霸威的曾侄子法魯克扎德。她還重建了7世紀中葉的事件，在達布依王朝的法魯克罕大帝征服塔巴里斯坦，讓當地的幾個地方統治者成為附庸之前，這是伊朗七大家族中的兩個敵對家族，阿杜巴達甘的齊克家族和納哈萬德的卡倫家族（House of Karen）之間的內戰。然後達布依王朝統治這裡，直到公元760年阿巴斯王朝征服這個地區。

## 历史
在阿拔斯王朝征服這個地區之後，巴文德王朝與其統治者撒文一世才一起進入文字歷史，在後來的傳統中，他被記載為設科哈勃一世的曾孫。 王朝通常分為三個主要分支：第一個分支，卡宇斯亞（Kayusiyya），以 Kayus ibn Kubad 的名字命名，這名字是卡瓦德（Kavad）阿拉伯語的稱法，卡瓦德是這個家族的傳奇祖先 Kawus 的兒子，卡瓦德的統治時期為公元665年至1,006年，這一分支的統治到 恰巴斯的時代終止。此後，這一分支的幾位成員繼續在幾個小地方統治，於是第二個分支，即伊斯帕巴第亞 （Ispahbadhiyya）於公元1073年興起。建都在薩里，統治範圍擴展到吉蘭，雷伊和庫米斯（Qumis）以及塔巴里斯坦，但它們基本上是塞爾柱人的附庸，後來則是花剌子模的附庸。這個分支在公元1,210年因統治者魯斯塔姆五世被謀殺而終結，花剌子模的阿拉烏丁·摩訶末直接控制了這個地區。 第三個分支，稱吉那科瓦利亞（Kinakhwariyya）在蒙古族入侵後所造成的混亂狀態時，於公元1,237年建立，它一直是蒙古帝國的附庸，王朝持續到公元1349年結束。

### 卡宇斯亞分支
達布依王朝隕落之後，有兩個主要的地方性王朝存留在塔巴里斯坦：東部山區的巴文德王朝和佔據達布依王朝遺留在中央和西部山區領土的卡倫尼德王朝（Karenids）。兩個王朝都聲稱源自薩珊帝國皇族的血統，也沿用他們的封號稱謂，巴文德王朝稱自己為“塔巴里斯坦國王”，卡倫尼德王朝則自稱為伊斯帕巴德。
撒文一世與卡倫尼德王朝統治者範達德·霍爾莫茲德一起對穆斯林的統治，以及由阿拔斯王朝督哈立德·伊本·巴爾馬克（公元768年-772年）在當地展開的伊斯蘭化和定居做反抗。哈立德·伊本·巴爾馬克調離後，當地的統治者率領人破壞了他在高地建造的城鎮，雖然當地統治者在公元781年宣誓對阿拔斯王朝哈里發的忠誠，但到公元782年，他們又發動了全面的反穆斯林武裝行動，直到公元785年薩伊德 哈勒西（Sa'id al-Harashi） 帶領4萬部隊進入該地區，才告平定。 此後當地統治者與在低地的阿拔斯王朝的總督關係有所改善，但巴文德王朝和卡倫文德王朝統治者仍然團結一致，反對穆斯林侵入高地，他們甚至禁止往生的穆斯林埋葬在高地。獨立的反抗事件，例如殺害阿拔斯王朝的收稅人也曾發生。但是，當這兩個小王朝的統治者被召，在公元805年覲見哈倫·拉希德時，他們允諾效忠，繳納稅款，並被迫將他們的兒子留作為期四年的人質。
撒文一世在公元817年去世，由他的孫子沙里亞一世（Shahriyar I）繼承，後者設法將卡倫尼德王朝的統治者馬茲雅驅逐。馬茲雅逃往阿拔斯王朝皇帝馬蒙的朝廷，皈依為穆斯林，並在公元822年/23年在阿拔斯王朝總督的支持下返回，並進行報復：沙里亞一世的兒子和繼任人沙普爾被擊敗，並遭殺害，馬茲雅統一了高地。他日漸強大的勢力使他與阿莫勒的穆斯林定居者發生衝突，但他還是能夠佔領這座城市，並讓阿拔斯王朝承認他對整個塔巴里斯坦地區的統治。然而，最終他與阿拔斯王朝在呼羅珊的總督，阿卜杜拉·伊本·塔希爾發生爭執，並於公元839年被后者俘虜，塔巴里斯坦被接管。  巴文德王朝趁這個機會奪回祖先土地：沙普爾的兄弟喀林一世因為協助阿卜杜拉·伊本·塔希尔擊敗馬茲雅（Mazyar），從而獲得了他兄弟遺留的土地和王室頭銜。 在公元842年，喀林一世皈依伊斯蘭教。
塔巴里斯坦當地人在這段時期迅速的伊斯蘭化。大多數人接受遜尼派伊斯蘭教，但什葉派也開始傳播，尤其是在阿莫勒以及戈爾甘的鄰近地區。因此，在公元864年，阿里的後裔阿里德，哈桑·本·扎伊德（Hasan ibn Zayd，阿里德王朝的創立人）被邀請到塔巴里斯坦，並在德萊木家族的支持下控制了這個地區。 巴文德王朝一直堅決反對阿里德王朝的存在，喀林一世的孫子魯斯塔姆甚至為此賠了性命：公元895年，阿里德王朝的支持者拉芬本·哈特哈馬將魯斯塔姆折磨致死。 遜尼派的萨曼王朝在公元900年趕走阿里德王朝統治者，但在公元914年，哈桑·本·扎伊德的親戚哈桑 烏特魯什（Hasan al-Utrush）設法趕走萨曼王朝，恢復阿里德王朝對塔巴里斯坦的控制，甚至迫使巴文德王朝和卡倫尼德王朝接受他的統治。
13世紀塔巴里斯坦的歷史學者伊本 伊斯凡迪亞爾和當地的另一位歷史學者馬拉希（Mar'ashi）的作品詳細介紹了巴文德王朝的歷史，這些作品屬於當地歷史流派，在公元1,000年後在伊朗廣受歡迎。我們知道，通過齊亞爾（Ziyar，齊亞爾王朝的創立者）的父親馬丹薩（Mardanshah）與一位巴文德王朝國王的女兒的婚姻，他們與齊亞爾王朝有親戚關係。在整個塞爾柱帝國和蒙古帝國時期，巴文德王朝的王位顯然仍在傳承。據報導，他們最偉大的國王之一沙·加茲·魯斯塔姆（Shah Ghazi Rustam）重創在塔巴里斯坦逐漸崛起的伊斯瑪儀派，同時鞏固他們在裏海各省的統治權力。當地被蒙古族征服後，巴文德王朝繼續統治塔巴里斯坦，有時還包括德萊木。最終，在公元1,350年左右，當時巴文德王朝的旁支的，阿弗拉西亞布王朝的基婭·阿夫拉迪亞（Kiya Afrasiyab）設法殺害文德王朝國王塔巴里斯坦的哈桑二世，第三個分支的統治也告終。

## 文化
巴文德王朝強調了他們擁有薩珊帝國的血統。早在公元13世紀初，他們的加冕禮就被認為源自遙遠的過往，13世紀伊朗歷史學家伊本·伊斯凡迪亞爾曾有詳盡描述。
按照伊朗古老的傳統，加冕慶典持續7天，包括宴會、歡樂、贈送禮物，而來自鄉村各地的名流、伊斯帕哈德和巴文德家族則聚集在一起。當這些祝賀結束後，第八天，伊斯帕哈德即位，系上王帶，確認了總督的任命，並讓伊斯帕哈德和埃米爾們結束哀悼，穿上榮譽長袍。